# Zhejiang International Circuit
Der Zhejiang International Circuit (chinesisch 浙江国际赛车场) ist eine 2016 eröffnete, permanente Rennstrecke, im Verwaltungsgebiet Shaoxing, in der Volksrepublik China.

## Geschichte
Im Jahr 2011 wurde das britische Architektenbüro Apex Circuit Design beauftragt im Verwaltungsgebiet Shaoxing eine Rennstrecke zu planen. Mit den Bauarbeiten wurde im Jahr 2013 begonnen, fertiggestellt wurde die Rennstrecke, mit Kartbahn und Hotel, im Jahr 2016. Die Strecke wurde nach FIA Grade 2 konstruiert, besitzt aber keine offizielle FIA-Homologation. 

## Streckenbeschreibung
Die permanente Rennstrecke wird entgegen dem Uhrzeigersinn befahren und ist 12 bis 15 Meter breit.
Die Strecke kann in zwei Varianten aufgeteilt werden: Ein Ost-Kurs der 1.540 Meter lang ist und in einen West-Kurs der 1.610 Meter lang ist. Beide Varianten können unabhängig voneinander befahren werden.
Die Ausfahrt der Boxengasse des Haupt- und Ost-Kurses führt ähnlich wie die des Yas Marina Circuits in den Vereinigten Arabischen Emiraten in einem Tunnel unter der Start-Zielgerade auf die Strecke zurück.
Auf dem Gelände der Rennstrecke befindet sich unter anderem eine 814 m lange Kartstrecke, Tagungsräume, ein Motorsport Center und ein Hotel.

## Veranstaltungen
Die höchstrangige Serie, die bislang die Strecke besuchte, war die TCR International Series die 2017 im letzten Jahr ihres Bestehens auf dem chinesischen Kurs gastierte. Daneben starten bzw. starteten folgende Serien auf der Strecke:
- Chinesische Tourenwagenmeisterschaft CTCC (2022–2025)
- TCR China (2019, 2023–2025)
- TCR Asia (2017, 2019, 2021–2022)
- Blancpain GT Series Asia (2018)
- Chinesische LMP3-Serie (2018)
- Asian Formula Renault (2018)
- China GT Championship (2018)
- Ferrari Challenge Asia Pacific (2018)